# Canton de Berck
Le canton de Berck est une circonscription électorale française située dans le département du Pas-de-Calais et la région Hauts-de-France.

## Géographie
Ce canton est organisé autour de Berck dans l'arrondissement de Montreuil. Son altitude varie de 0 m (Berck) à 57 m (Conchil-le-Temple) pour une altitude moyenne de 10 m.

## Histoire
Le canton créé en 1992 par décret du 27 février 1991 divisant les cantons de Montreuil et d'Étaples.
À la suite du redécoupage cantonal de 2014, les limites territoriales du canton sont remaniées. Le nombre de communes du canton passe de 10 à 31.

## Représentation

### Représentation avant 2015
| Période | Période | Identité             | Étiquette | Qualité |
| ------- | ------- | -------------------- | --------- | --- |
| 1992    | 2011    | Jean-Marie Krajewski | PS        | Professeur de collège Ancien conseiller général du Canton de Montreuil Vice-président du Conseil Général du Pas-de-Calais maire de Berck (2008-2014) Président de la Communauté de Communes Opale-Sud |
| 2011    | 2015    | Bruno Cousein        | UMP       | Kinésithérapeute Ancien Maire de Berck (2001-2008) Président de la Communauté de Communes Opale-Sud (2001-2008)                                                                                       |

### Représentation à partir de 2015
| Période élective | Période élective | Mandat | Mandat   | Identité      | Nuance | Nuance | Qualité |
| ---------------- | ---------------- | ------ | -------- | ------------- | ------ | ------ | --- |
| 2015             | 2021             | 2015   | 2021     | Bruno Cousein |        | LR     | Kinésithérapeute Maire de Berck (2014 → ) Président de la CC Opale sud (2014 → 2016) Président de la CA Deux Baies en Montreuillois (2017 → ) |
| 2015             | 2021             | 2015   | 2021     | Maryse Jumez  |        | DVD    | Agent administratif Maire de Recques-sur-Course (2014 → )                                                                                     |
| 2021             | 2028             | 2021   | en cours | Bruno Cousein |        | LR     | Conseiller sortant |
| 2021             | 2028             | 2021   | en cours | Maryse Jumez  |        | DVD    | Conseillère sortante |

### Résultats détaillés

#### Élections de mars 2015
À l'issue du 1er tour des élections départementales de 2015, deux binômes sont en ballottage : Bruno Cousein et Maryse Jumez (Union de la Droite, 38,72 %) et Mauricette Lelong et Guy Sailliot (FN, 28,8 %). Le taux de participation est de 51,38 % (14 198 votants sur 27 632 inscrits) contre 51,81 % au niveau départemental et 50,17 % au niveau national.
Au second tour, Bruno Cousein et Maryse Jumez (Union de la Droite) sont élus avec 63,45 % des suffrages exprimés et un taux de participation de 50,61 % (7 902 voix pour 13 995 votants et 27 653 inscrits).

#### Élections de juin 2021
Le premier tour des élections départementales de 2021 est marqué par un très faible taux de participation (33,26 % au niveau national). Dans le canton de Berck, ce taux de participation est de 36,24 % (10 279 votants sur 28 360 inscrits) contre 35,19 % au niveau départemental. À l'issue de ce premier tour, deux binômes sont en ballottage : Bruno Cousein et Maryse Jumez (DVD, 55,31 %) et Elise Filliette et Gilles Huet (RN, 23,8 %).
Le second tour des élections est marqué une nouvelle fois par une abstention massive équivalente au premier tour. Les taux de participation sont de 34,36 % au niveau national, 34,96 % dans le département et 36,78 % dans le canton de Berck. Bruno Cousein et Maryse Jumez (DVD) sont élus avec 74,02 % des suffrages exprimés (7 006 voix pour 10 431 votants et 28 364 inscrits),,. 

## Composition

### Composition de 1991 à 2015
Le canton de Berck regroupait 10 communes.
| Nom               | Code Insee | Codepostal | Superficie (km2) | Population (dernière pop. légale) | Densité (hab./km2) |
| ----------------- | ---------- | ---------- | ---------------- | --------------------------------- | ------------------ |
| Berck (chef-lieu) | 62108      | 62600      | 14,88            | 14 725 (2012)                     | 990                |
| Airon-Notre-Dame  | 62015      | 62180      | 5,05             | 210 (2012)                        | 42                 |
| Airon-Saint-Vaast | 62016      | 62180      | 5,92             | 195 (2012)                        | 33                 |
| Colline-Beaumont  | 62231      | 62180      | 4,60             | 131 (2012)                        | 28                 |
| Conchil-le-Temple | 62233      | 62180      | 16,72            | 1 101 (2012)                      | 66                 |
| Groffliers        | 62390      | 62600      | 8,09             | 1 467 (2012)                      | 181                |
| Rang-du-Fliers    | 62688      | 62180      | 10,47            | 4 125 (2012)                      | 394                |
| Tigny-Noyelle     | 62815      | 62180      | 6,76             | 164 (2012)                        | 24                 |
| Verton            | 62849      | 62180      | 11,06            | 2 257 (2012)                      | 204                |
| Waben             | 62866      | 62180      | 8,99             | 427 (2012)                        | 47                 |

### Composition depuis 2015
Le nouveau canton de Berck comprend 31 communes entières.
| Nom                           | Code Insee | Intercommunalité                   | Superficie (km2) | Population (dernière pop. légale) | Densité (hab./km2) | Modifier                                    |
| ----------------------------- | ---------- | ---------------------------------- | ---------------- | --------------------------------- | ------------------ | ------------------------------------------- |
| Berck (bureau centralisateur) | 62108      | CA des Deux Baies en Montreuillois | 14,88            | 12 967 (2022)                     | 871                | modifier les données · modifier les données |
| Airon-Notre-Dame              | 62015      | CA des Deux Baies en Montreuillois | 5,05             | 259 (2022)                        | 51                 | modifier les données · modifier les données |
| Airon-Saint-Vaast             | 62016      | CA des Deux Baies en Montreuillois | 5,92             | 189 (2022)                        | 32                 | modifier les données · modifier les données |
| Attin                         | 62044      | CA des Deux Baies en Montreuillois | 6,70             | 864 (2022)                        | 129                | modifier les données · modifier les données |
| Beaumerie-Saint-Martin        | 62094      | CA des Deux Baies en Montreuillois | 9,37             | 384 (2022)                        | 41                 | modifier les données · modifier les données |
| Bernieulles                   | 62116      | CA des Deux Baies en Montreuillois | 5,74             | 165 (2022)                        | 29                 | modifier les données · modifier les données |
| Beutin                        | 62124      | CA des Deux Baies en Montreuillois | 3,00             | 434 (2022)                        | 145                | modifier les données · modifier les données |
| La Calotterie                 | 62196      | CA des Deux Baies en Montreuillois | 9,48             | 586 (2022)                        | 62                 | modifier les données · modifier les données |
| Campigneulles-les-Grandes     | 62206      | CA des Deux Baies en Montreuillois | 5,34             | 289 (2022)                        | 54                 | modifier les données · modifier les données |
| Campigneulles-les-Petites     | 62207      | CA des Deux Baies en Montreuillois | 6,19             | 529 (2022)                        | 85                 | modifier les données · modifier les données |
| Colline-Beaumont              | 62231      | CA des Deux Baies en Montreuillois | 4,60             | 129 (2022)                        | 28                 | modifier les données · modifier les données |
| Conchil-le-Temple             | 62233      | CA des Deux Baies en Montreuillois | 16,72            | 1 087 (2022)                      | 65                 | modifier les données · modifier les données |
| Écuires                       | 62289      | CA des Deux Baies en Montreuillois | 9,15             | 686 (2022)                        | 75                 | modifier les données · modifier les données |
| Estrée                        | 62312      | CA des Deux Baies en Montreuillois | 4,47             | 296 (2022)                        | 66                 | modifier les données · modifier les données |
| Estréelles                    | 62315      | CA des Deux Baies en Montreuillois | 3,18             | 343 (2022)                        | 108                | modifier les données · modifier les données |
| Groffliers                    | 62390      | CA des Deux Baies en Montreuillois | 8,09             | 1 478 (2022)                      | 183                | modifier les données · modifier les données |
| Hubersent                     | 62460      | CA des Deux Baies en Montreuillois | 7,97             | 267 (2022)                        | 34                 | modifier les données · modifier les données |
| Inxent                        | 62472      | CA des Deux Baies en Montreuillois | 3,78             | 157 (2022)                        | 42                 | modifier les données · modifier les données |
| Lépine                        | 62499      | CA des Deux Baies en Montreuillois | 10,82            | 289 (2022)                        | 27                 | modifier les données · modifier les données |
| La Madelaine-sous-Montreuil   | 62535      | CA des Deux Baies en Montreuillois | 2,46             | 148 (2022)                        | 60                 | modifier les données · modifier les données |
| Montcavrel                    | 62585      | CA des Deux Baies en Montreuillois | 9,56             | 389 (2022)                        | 41                 | modifier les données · modifier les données |
| Montreuil-sur-Mer             | 62588      | CA des Deux Baies en Montreuillois | 2,85             | 1 902 (2022)                      | 667                | modifier les données · modifier les données |
| Nempont-Saint-Firmin          | 62602      | CA des Deux Baies en Montreuillois | 4,48             | 200 (2022)                        | 45                 | modifier les données · modifier les données |
| Neuville-sous-Montreuil       | 62610      | CA des Deux Baies en Montreuillois | 8,82             | 633 (2022)                        | 72                 | modifier les données · modifier les données |
| Rang-du-Fliers                | 62688      | CA des Deux Baies en Montreuillois | 10,47            | 4 339 (2022)                      | 414                | modifier les données · modifier les données |
| Recques-sur-Course            | 62698      | CA des Deux Baies en Montreuillois | 4,83             | 268 (2022)                        | 55                 | modifier les données · modifier les données |
| Sorrus                        | 62799      | CA des Deux Baies en Montreuillois | 6,79             | 943 (2022)                        | 139                | modifier les données · modifier les données |
| Tigny-Noyelle                 | 62815      | CA des Deux Baies en Montreuillois | 6,76             | 168 (2022)                        | 25                 | modifier les données · modifier les données |
| Verton                        | 62849      | CA des Deux Baies en Montreuillois | 11,06            | 2 557 (2022)                      | 231                | modifier les données · modifier les données |
| Waben                         | 62866      | CA des Deux Baies en Montreuillois | 8,99             | 440 (2022)                        | 49                 | modifier les données · modifier les données |
| Wailly-Beaucamp               | 62870      | CA des Deux Baies en Montreuillois | 14,33            | 1 063 (2022)                      | 74                 | modifier les données · modifier les données |
| Canton de Berck               | 6210       |                                    | 231,85           | 34 448 (2022)                     | 149                | modifier les données                        |

## Démographie

### Démographie avant 2015
| 1999   | 2006   | 2011   | 2012   |
| ------ | ------ | ------ | ------ |
| 23 379 | 24 841 | 25 201 | 24 802 |

### Démographie depuis 2015
En 2022, le canton comptait 34 448 habitants, en évolution de −3,28 % par rapport à 2016 (Pas-de-Calais : −0,72 %, France hors Mayotte : +2,11 %).
| 2013   | 2018   | 2022   |
| ------ | ------ | ------ |
| 36 031 | 35 132 | 34 448 |